# Claudia Galli

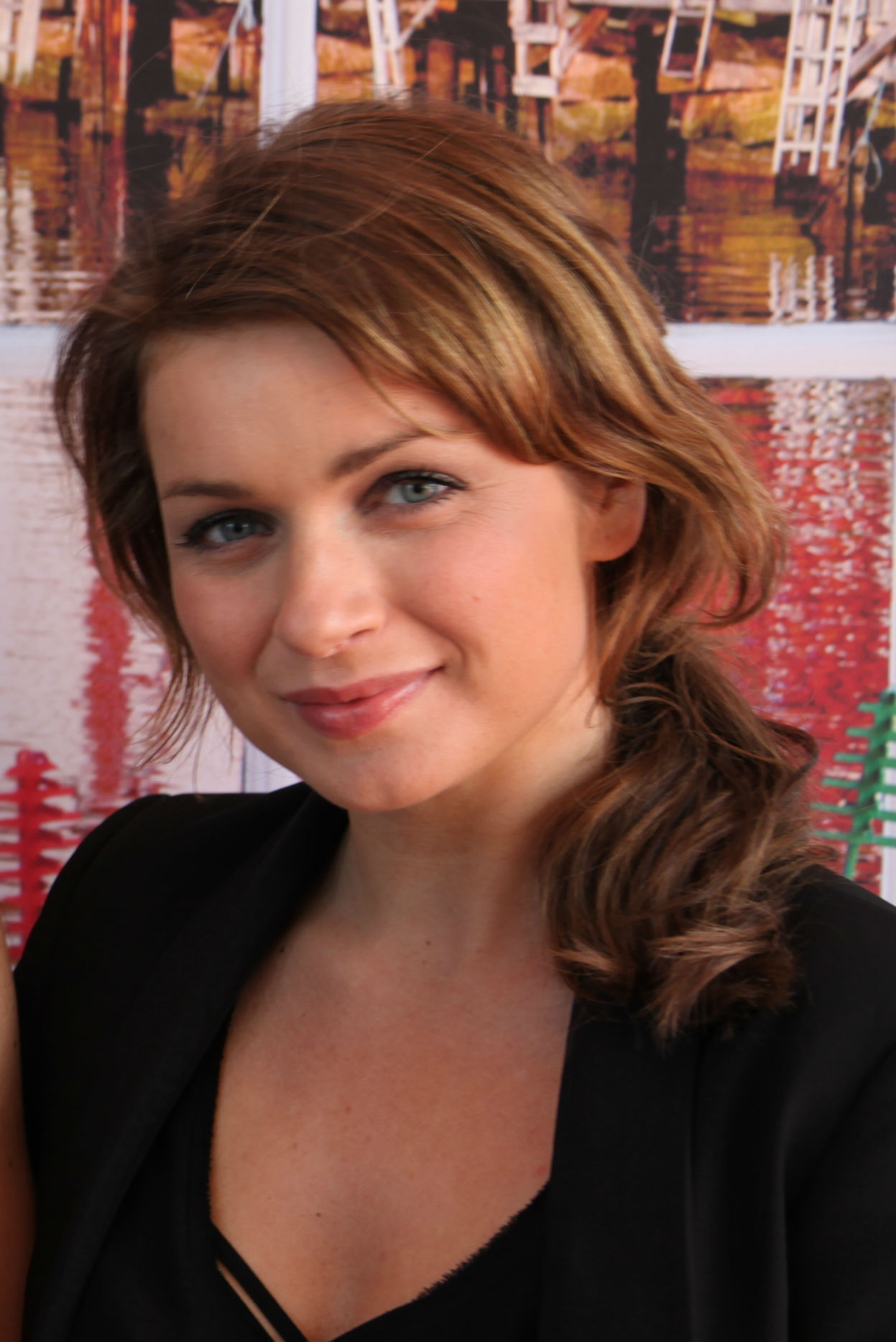
Claudia Galli bei den Internationalen Filmfestspielen von Cannes 2012

Claudia Josefina Galli Concha (* 3. August 1978 in Stockholm) ist eine schwedische Schauspielerin.

## Leben und Karriere
Die italienischstämmige Claudia Galli wurde 1978 in der schwedischen Hauptstadt Stockholm geboren. Als Dreijährige hatte sie einen Auftritt in der Fernsehshow Trazan & Banarne. Ihr schauspielerischer Durchbruch gelang ihr mit der Rolle der Frida Lindberg in der schwedischen Soapopera Skilda väridar. Die Rolle der Lina Svensson spielte sie 2007 in zwei Staffeln der Comedyserie Svensson Svensson.
Im deutschsprachigen Raum wurde Claudia Galli bekannt durch die Darstellung der Krimiautorin Erica Falck in der 2014 im ZDF ausgestrahlten schwedischen Krimireihe Mord in Fjällbacka, die auf Romanverfilmungen der schwedischen Krimiautorin Camilla Läckberg beruht.
Seit ihrer Heirat mit dem Regisseur Manuel Concha 2012 tritt sie auch unter dem Namen Claudia Galli Concha auf. Sie ist die Tante der nur drei Jahre jüngeren schwedischen Schauspielerin Josephine Bornebusch. Ihren Lebensmittelpunkt hat sie in Malmö.

## Filmografie (Auswahl)
- 1995: Svarta skallar och vita nätter
- 1997: Skilda världar (Fernsehserie)
- 2008: Der letzte Mord (Sista kontraktet)
- 2006: Kärringen därnere
- 2007: Tusenbröder (Fernsehserie)
- 2007: Labyrint (Fernsehserie)
- 2007–2008: Svensson Svensson (Fernsehserie)
- 2008: Verdict Revised – Unschuldig verurteilt (Oskyldigt dömd, Fernsehserie)
- 2010–2011: Starke man (Fernsehserie)
- seit 2012: Camilla Läckberg – Mord in Fjällbacka (Fjällbackamorden, Krimireihe)